# Thayer (Illinois)
Thayer è un comune degli Stati Uniti d'America, nella contea di Sangamon, nello Stato dell'Illinois, .
La popolazione, in occasione del censimento del 2000, era di 750 persone, scesa a 694 nella stima del 2006.